# Routing Protocol for Low-power Lossy Networks
RPL(IPv6 Routing Protocol for Low-power Lossy Networks)은 IETF의 ROLL 워킹 그룹에서 표준화를 진행 중인 IPv6 라우팅 프로토콜로 Ripple(리플)이라 읽는다. RPL은 IEEE 802.15.4, 전력선 통신등 저전력과 잡음이 매우 심한 네트워크 환경에 적합하도록 설계되었으며, 여러 응용들의 다양한 요구사항을 수용하기 위해 다양한 라우팅 메트릭을 지원한다. 이를 위하여 각 응용의 요구조건을 달성하기 위한 라우팅 메트릭, 경로 최적화 등에 해당하는 기능은 Objective Function(OF)이라 하여 분리하였으며 표준에서 정의하는 내용들은 다양한 OF에 공통적으로 사용하는 일반적인 내용들을 정의하고 있다.